# موليير (فلم)
موليير هو فيلم من نوع تاريخي ‏ وسيرة ذاتية ودراما أُصدر في 1978. الفيلم من إخراج وسيناريو اريان منوشكين.

## القصة
قصة الفيلم الرئيسية حول موليير.

## طاقم التمثيل
- Marie-Françoise Audollent [الإنجليزية]‏
- ألبرت ديلبي
- Jean Brassat  [لغات أخرى]‏
- Josette Boulva  [لغات أخرى]‏
- موريس تشفيت
- ماكسيم لومبارد  [لغات أخرى]‏
- جاك فيليريه
- Armand Delcampe  [لغات أخرى]‏
- بريجيت كاتيلون
- كريستوف اولرايت  [لغات أخرى]‏
- Geneviève Rey-Penchenat  [لغات أخرى]‏
- جيرار كروتش  [لغات أخرى]‏
- Hubert Gignoux  [لغات أخرى]‏
- جاك ابنر ‏
- جاك نولوت
- Jean-Claude Bourbault [الإنجليزية]‏
- جوزفين ديرين  [لغات أخرى]‏، بدور Madeleine Béjart [الإنجليزية]‏
- دانيال ميسجياسح
- مارك بيرمان  [لغات أخرى]‏
- Marilú Marini [الإنجليزية]‏
- Mario Gonzalez  [لغات أخرى]‏
- Patrick Floersheim  [لغات أخرى]‏
- Philippe Caubère [الإنجليزية]‏، بدور موليير
- René Zosso  [لغات أخرى]‏
- Roland Amstutz  [لغات أخرى]‏
- Sylvain Lévignac  [لغات أخرى]‏
- جين داستي [الإنجليزية]‏
- Roger Planchon [الإنجليزية]‏، بدور جان بابتيست كولبير
- Jean Carmet [الإنجليزية]‏

## الإنتاج
موسيقى الفيلم التصويرية كانت من تأليف René Clemencic ‏.

## وصلات خارجية
- مقالات تستعمل روابط فنية بلا صلة مع ويكي بيانات